# Longitarsus lateripunctatus
Longitarsus lateripunctatus es un coleóptero de la familia Chrysomelidae. Fue descrita científicamente en 1856 por Rosenhauer.